# Tourneuxia variifolia
Tourneuxia variifolia là một loài thực vật có hoa trong họ Cúc. Loài này được Coss. miêu tả khoa học đầu tiên năm 1859.